# Новоуральськ
Новоура́льськ (рос. Новоуральск; у 1954—1994 роки — Свердловськ-44) — місто, центр Новоуральського міського округу Свердловської області.

## Географія
Новоуральськ розташований на Середньому Уралі, поблизу кордону між Європою та Азією, на південний захід від селища Верх-Нейвінський.

## Атомна промисловість
Новоуральськ — один з перших центрів атомної промисловості на Середньому Уралі. У грудні 1945 року Радою Міністрів СРСР було прийнято рішення про створення в країні атомної промисловості. 1946 року в Новоуральску почалося будівництво першого в країні газодифузійного заводу для виробництва високозбагаченого урану. 1949 року на заводі був отриманий матеріал для першої радянської уранової атомної бомби. У створенні атомного центру брали участь провідні вчені, інженери, кваліфіковані робітники. Сьогодні тут розташоване і діє одне з найбільших підприємств Уралу — Уральський електрохімічний комбінат (УЕХК), що отримав 1992 року Європейський приз «Клубу торгових лідерів» за високу якість продукції.

## СтатусЗАТО
Багато жителів прилеглих населених пунктів їздять працювати і вчитися в Новоуральськ, пред'являючи при цьому пропуски. Для допуску в місто родича жителя міста оформляється тимчасова перепустка.
Діють 10 контрольно-пропускних пунктів:
- КПП № 1 «Селищний»(автомобільний, в'їзд в місто з боку селища Верх-Нейвінський);
- КПП № 2 «Вокзальний» (пішохідний, поруч з залічнічній станцією Верх-Нейвінськ);
- КПП № 3 «Водная» (пішохідний, поруч з водною);
- КПП № 4 «Старий Мурзинський» (автомобільний, в'їзд в місто з Заміського шосе);
- КПП № 5 «Південний» (пішохідний, поруч з Житлобудом);
- КПП № 6 «Мурзинський» (автомобільний, в'їзд в місто з боку Мурзинці);
- КПП № 7 (автомобільний, тупикова дорога на колективні сади і військове стрільбище В/Ч 3280);
- КПП № 8 (автомобільний, тупикова дорога на колишню військову частину і СНТ «Строїтєль-1»);
- КПП № 9 «Білоріченський»(автомобільний, в'їзд в місто з боку Білорічці);
- КПП № 10 «Північний» (автомобільний, тупиковий виїзд на Маневрову вулицю і залізничну станцію Північну).

## Населення
Населення — 79638 осіб (2021, 95414 у 2002).